# Sommer-Paralympics 2012/Teilnehmer (Lettland)
| stlisierte Goldmedaille | stlisierte Silbermedaille | stlisierte Bronzemedaille |
| ----------------------- | ------------------------- | ------------------------- |
| 1                       | —                         | —                         |

Lettland entsendete zu den Paralympischen Sommerspielen 2012 in London eine aus acht Sportlern bestehende Mannschaft.

## Teilnehmer nach Sportart

### Leichtathletik
Frauen
- Liene Gruzīte
- Taiga Kantāne

Männer
- Aigars Apinis
- Edgars Kļaviņš
- Andis Ozolnieks
- Dmitrijs Silovs

### Reiten
Männer:
- Rihards Snikus

### Schwimmen
Männer:
- Jānis Plotnieks